# Sick of the Studio '07

## Tournée européenne du groupeMetallicaen 2007.
| Date       | Ville               | Lieu                                            |
| ---------- | ------------------- | ----------------------------------------------- |
| 28/06/2007 | Lisbonne Portugal   | Super Bock Super Rock                           |
| 29/06/2007 | Bilbao Espagne      | SupeBilbao BBK Live Festival                    |
| 01/07/2007 | Werchter Belgique   | Rock Werchter                                   |
| 03/07/2007 | Athènes Grèce       | Athens Rockwave Festival                        |
| 05/07/2007 | Vienne Autriche     | Rotundenplatz                                   |
| 07/07/2007 | Londres Royaume-Uni | Wembley Stadium - 3 morceaux lors du Live Earth |
| 08/07/2007 | Londres Royaume-Uni | Wembley Stadium                                 |
| 10/07/2007 | Oslo Norvège        | Valle Hovin Stadion                             |
| 12/07/2007 | Stockholm Suède     | Stade olympique                                 |
| 13/07/2007 | Århus Danemark      | Vestereng                                       |
| 15/07/2007 | Helsinki Finlande   | Stade olympique                                 |
| 18/07/2007 | Moscou Russie       | Stade Luzhniki                                  |